# Mount Crummer
Mount Crummer är ett berg i Antarktis. Det ligger i Östantarktis och är namngiven efter presidenten i Royal Geographical Society, H. S. W. Crummer. 
Nya Zeeland gör anspråk på området. Toppen på Mount Crummer är 914 meter över havet, eller 423 meter över den omgivande terrängen. Bredden vid basen är 3,4 km.
Terrängen runt Mount Crummer är huvudsakligen kuperad, men österut är den platt. Trakten är obefolkad. Det finns inga samhällen i närheten.